# Euphyia cryeropa
Euphyia cryeropa är en fjärilsart som beskrevs av Edward Meyrick 1891. Euphyia cryeropa ingår i släktet Euphyia och familjen mätare. Inga underarter finns listade i Catalogue of Life.